# Аргентина на зимних Олимпийских играх 2006

## Биатлон

### Мужчины
| Спортсмен          | Дисциплина           | Время     | Место |
| ------------------ | -------------------- | --------- | ----- |
| Себастьян Бельтрам | Спринт               | 33:32.4   | 87    |
| Себастьян Бельтрам | Индивидуальная гонка | 1:09:24.3 | 84    |

## Горнолыжный спорт

### Женщины
| Спортсмен                  | Дисциплина       | Время           | Время           | Время           | Время           | Место           |
| Спортсмен                  | Дисциплина       | Попытка 1       | Попытка 2       | Попытка 3       | Сумма           | Место           |
| -------------------------- | ---------------- | --------------- | --------------- | --------------- | --------------- | --------------- |
| Мириам Васкес              | скоростной спуск | —               | —               | —               | 2:07.42         | 39              |
| Мириам Васкес              | комбинация       | Не финишировала | Не финишировала | Не финишировала | Не финишировала | Не финишировала |
| Макарена Симари Биркнер    | супергигант      | Не финишировала | Не финишировала | Не финишировала | Не финишировала | Не финишировала |
| Макарена Симари Биркнер    | гигант           | 1:05.81         | 1:13.62         | —               | 2:19.43         | 31              |
| Макарена Симари Биркнер    | слалом           | 45.90           | 51.17           | —               | 1:37.07         | 36              |
| Макарена Симари Биркнер    | комбинация       | 40.99           | 45.95           | 1:35.72         | 3:02.66         | 26              |
| Мария Белен Симари Биркнер | супергигант      | —               | —               | —               | 1:38.02         | 47              |
| Мария Белен Симари Биркнер | гигант           | Не финишировала | Не финишировала | Не финишировала | Не финишировала | Не финишировала |
| Мария Белен Симари Биркнер | слалом           | 46.35           | 51.26           | —               | 1:37.61         | 37              |
| Мария Белен Симари Биркнер | комбинация       | 41.55           | 47.08           | 1:36.72         | 3:05.35         | 29              |

### Мужчины
| Спортсмен                      | Дисциплина | Время          | Время          | Время          | Время          | Место          |
| Спортсмен                      | Дисциплина | Попытка 1      | Попытка 2      | Попытка 3      | Сумма          | Место          |
| ------------------------------ | ---------- | -------------- | -------------- | -------------- | -------------- | -------------- |
| Факундо Агирре                 | гигант     | Не финишировал | Не финишировал | Не финишировал | Не финишировал | Не финишировал |
| Кристиан Хавьер Симари Биркнер | гигант     | 1:22.37        | 1:20.19        | —              | 2:42.56        | 23             |
| Кристиан Хавьер Симари Биркнер | слалом     | Не финишировал | Не финишировал | Не финишировал | Не финишировал | Не финишировал |
| Кристиан Хавьер Симари Биркнер | комбинация | 1:43.93        | 45.89          | 46.72          | 3:16.54        | 23             |

## Лыжные гонки

### Мужчины
| Спортсмен     | Дисциплина                 | Время   | Место |
| ------------- | -------------------------- | ------- | ----- |
| Мартин Бьянчи | 15 км (классический стиль) | 49:08.0 | 86    |

## Санный спорт
| Спортсмен      | Дисциплина        | Время     | Время     | Время     | Время     | Время    | Место |
| Спортсмен      | Дисциплина        | Попытка 1 | Попытка 2 | Попытка 3 | Попытка 4 | Сумма    | Место |
| -------------- | ----------------- | --------- | --------- | --------- | --------- | -------- | ----- |
| Мишель Деспэйн | женщины, одиночки | 50.062    | 54.061    | 50.120    | 52.898    | 3:27.141 | 24    |

## Фристайл

### Мужчины
| Спортсмен   | Дисциплина | Квалификация | Квалификация | Финал     | Финал     |
| Спортсмен   | Дисциплина | Баллы        | Место        | Баллы     | Место     |
| ----------- | ---------- | ------------ | ------------ | --------- | --------- |
| Гетти Клайд | акробатика | 79.88        | 28           | Не прошёл | Не прошёл |